# Robert Earl Bennett

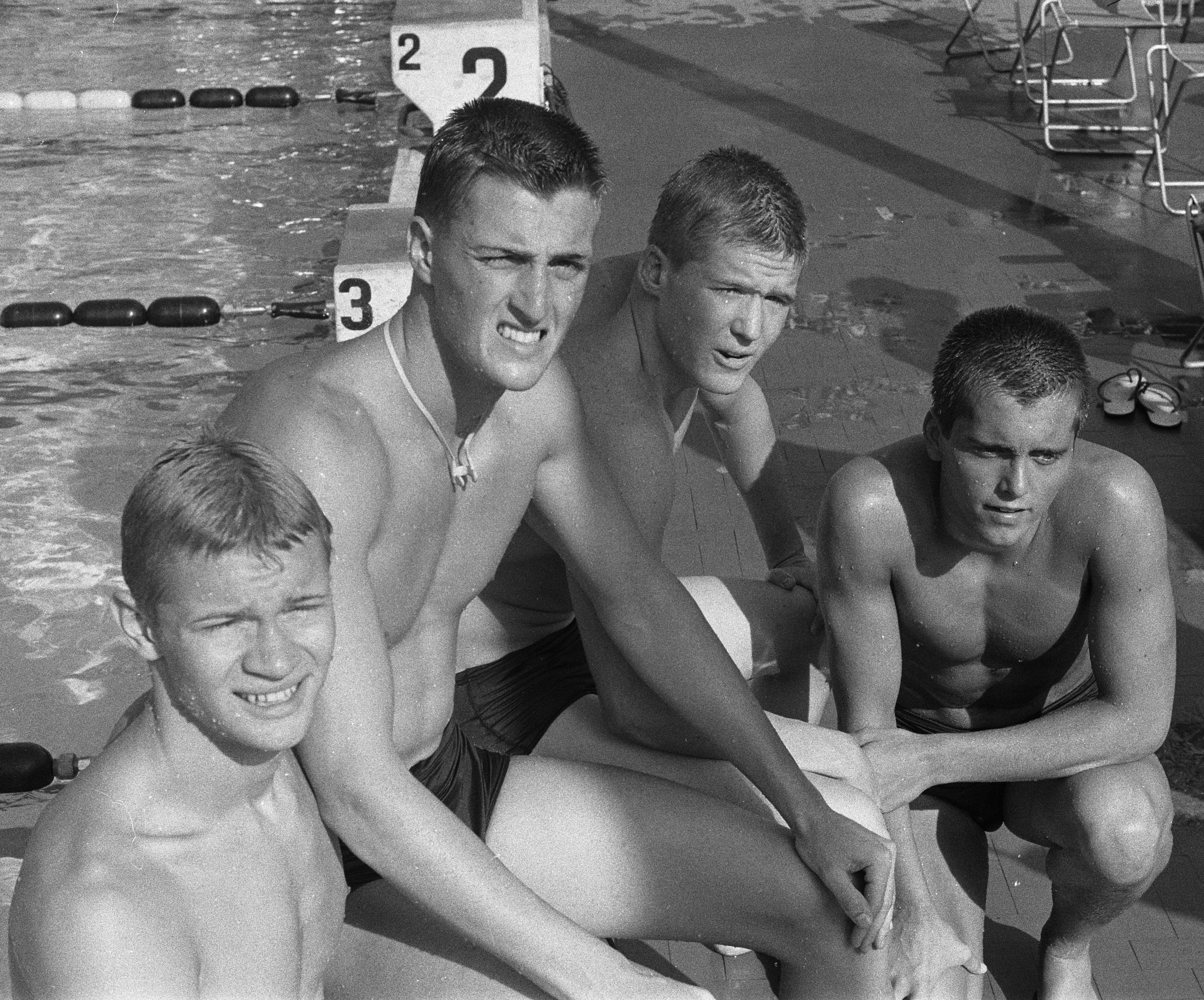
Von links nach rechts: Bennett, Hait, Clark, Gillanders schwammen im Vorlauf bei den Olympischen Spielen 1960 einen Weltrekord

Robert „Bob“ Earl Bennett (* 23. Mai 1943 in Los Angeles) ist ein ehemaliger Schwimmer aus den Vereinigten Staaten. Er gewann bei Olympischen Spielen zwei Bronzemedaillen.

## Karriere
Robert Earl Bennett schwamm für den Los Angeles Athletic Club und später für die USC Trojans, das Sportteam der University of Southern California. 1963 und 1964 war er nationaler College-Meister über 100 Meter Rücken.
Bei den Olympischen Spielen 1960 in Rom stand erstmals die 4-mal-100-Meter-Lagenstaffel auf dem olympischen Programm. Im Vorlauf schwammen Robert Earl Bennett, Paul Hait, Dave Gillanders und Stephen Clark in der Weltrekordzeit von 4:08,2 Sekunden sechs Sekunden schneller als die zweitschnellste Staffel aus Australien. Das Finale wurde erst fünf Tage später ausgetragen. Frank McKinney, Paul Hait, Lance Larson und Jeff Farrell schwammen in 4:05,4 Minuten einen neuen Weltrekord und hatten im Ziel erneut sechs Sekunden Vorsprung vor der australischen Staffel. Entsprechend den bis 1980 gültigen Regeln erhielten nur die Staffelmitglieder eine Medaille, die im Finale mitgeschwommen waren. Zwischen Vorlauf und Finale der Lagenstaffel wurde der Wettbewerb im 100-Meter-Rückenschwimmen ausgetragen. Im Vorlauf schwamm Robert Earl Bennett die schnellste Zeit, im Halbfinale und im Finale war Titelverteidiger David Theile aus Australien der Schnellste. Hinter Theile gewann McKinney die Silbermedaille und Bennett Bronze.
1961 stellte Bennett in 1:01,3 Minuten einen Weltrekord über 100 Meter Rücken auf. Drei Jahre später bei den Olympischen Spielen 1964 in Tokio gewannen im 200-Meter-Rückenschwimmen die drei Amerikaner Jed Graef, Gary Dilley und Robert Earl Bennett die drei Medaillen. Im Vorlauf der Lagenstaffel qualifizierten sich Richard McGeagh, Virg Luken, Walter Richardson und Bennett in 4:05,1 Minuten für das Finale. Im Endlauf siegten Thompson Mann, Bill Craig, Fred Schmidt und Stephen Clark in der Weltrekordzeit von 3:58,4 Minuten.